# Prealpi di Lucerna
Le Prealpi di Lucerna sono un massiccio montuoso delle Prealpi Svizzere. Si trovano nel Canton Lucerna, Canton Nidvaldo, Canton Obvaldo e Canton Berna. Prendono il nome dalla città di Lucerna rispetto alla quale sono collocate a sud-ovest.

## Classificazione
La SOIUSA le vede come un supergruppo alpino delle Prealpi Svizzere e vi attribuisce la seguente classificazione:
- Grande parte = Alpi Occidentali
- Grande settore = Alpi Nord-occidentali
- Sezione = Prealpi Svizzere
- Sottosezione = Prealpi di Lucerna e di Untervaldo
- Supergruppo = Prealpi di Lucerna
- Codice = I/B-14.III-A.

## Suddivisione
Secondo la SOIUSA le Prealpi di Lucerna sono suddivise in tre gruppi e cinque sottogruppi:
- Massiccio dello Schrattenflue (1)
- Massiccio Fürstein-Giswiler-Stöcke (2)
  - Giswiler-Stöcke (2.a)
  - Massiccio dell'Hagleren (2.b)
  - Massiccio del Fürstein (2.c)
  - Massiccio dello Schimbrig (2.d)
  - Catena Äbnistettenflue-Schwändiliflue (2.e)
- Massiccio del Pilatus (3)

## Vette principali
- Pilatus - 2.128 m
- Schrattenfluh - 2.093 m
- Fürstein - 2.040 m
- Giswiler Stöcke - 2.011 m
- Hagleren - 1.948 m
- Schimbrig - 1.815 m
- Napf - 1.408 m